# Gottfried Döhn
Gottfried Döhn (ur. 10 czerwca 1951 w Dreźnie) – niemiecki wioślarz reprezentujący NRD, dwukrotny medalista olimpijski i trzykrotny medalista mistrzostw świata.

## Kariera
Wystąpił na igrzyskach olimpijskich w Montrealu w 1976, gdzie osada NRD w składzie: Bernd Baumgart, Gottfried Döhn, Werner Klatt, Hans-Joachim Lück, Dieter Wendisch, Roland Kostulski, Ulrich Karnatz, Karl-Heinz Prudöhl i Karl-Heinz Danielowski (sternik) zdobyła złoty medal w ósemkach. W finale o 2,53 sekundy wyprzedzili Wielką Brytanię i o 5,22 sekundy pokonali osadę Nowej Zelandii. Na rozgrywanych cztery lata później igrzyskach olimpijskich w Moskwie startował w czwórkach ze sternikiem. Wspólnie z Dieterem Wendischem, Ullrichem Dießnerem, Walterem Dießnerem i Andreasem Gregorem zdobył kolejne złoto, wyprzedzając o 4,54 sekundy osadę ZSRR i o 8,01 sekundy osadę Polski.
Na mistrzostwach świata w Nottingham (1975) także zwyciężył w ósemkach. Następnie zdobył złote medale w czwórkach ze sternikiem na mistrzostwach świata w Amsterdamie (1977) i mistrzostwach świata w Cambridge (1978).
Zwyciężył także w ósemkach na mistrzostwach Europy w Moskwie (1973).
W 1976 odznaczony Orderem Zasługi dla Ojczyzny.
Kilkukrotnie zdobywał mistrzostwo kraju: w 1973 w czwórkach bez sternika, w 1975 w ósemkach i w latach 1972 i 1977-1978 w czwórkach ze sternikiem. Z zawodu był pracownikiem Ministerstwa Spraw Zagranicznych NRD. Pełnił między innymi funkcję dyrektora technicznego ambasady NRD w Mali. Po zjednoczeniu Niemiec pracował jako przedstawiciel firmy farmaceutycznej.